# Zespół Marchiafavy-Bignamiego
Zespół Marchiafavy-Bignamiego (choroba Marchiafavy-Bignamiego, choroba Marchiafavy, zespół Marchiafavy, ang. Marchiafava-Bignami disease) – choroba neurologiczna z grupy encefalopatii alkoholowych, występująca u osób długo i trwale uzależnionych od alkoholu, zwłaszcza młodego, niedojrzałego wina. Objawy choroby Marchiafavy-Bignamiego wynikają z uszkodzenia ciała modzelowatego i płatów czołowych. 

## Objawy i przebieg
W obrazie klinicznym stwierdza się:
- spowolnienie ruchowe
- postępujące otępienie
- splątanie
- omamy
- ataksję tułowia
- zaburzenia postawy i chodu (zespół astazja-abazja)
- dyzartrię
- apraksję ideomotoryczną i mimiczną
- niedowłady
- napady padaczkowe
- odruchy deliberacyjne
- zmiany charakterologiczne (spłycenie reakcji, stępienie afektu, zanik napędu, bezkrytyczność).

## Etiologia
Przyczyną zespołu jest postępujące uszkodzenie ciała modzelowatego, związane z jego demielinizacją. Choroba związana jest z przewlekłym alkoholizmem, ale także wśród alkoholików jest bardzo rzadka, dlatego podejrzewa się, że obok toksycznego działania etanolu i niedożywienia w jej patogenezie biorą udział także inne, nieznane czynniki.

## Leczenie
Nieznane jest leczenie przyczynowe (poza zaleceniem unikania spożycia alkoholu). Stosuje się leczenie objawowe.

## Historia
Chorobę opisali w 1903 roku włoscy lekarze Amico Bignami i Ettore Marchiafava u wieloletniego alkoholika pijącego chianti. Klasycznie choroba rozpoznawana jest u 40–60-letnich mężczyzn, uzależnionych od taniego czerwonego wina.